# Тоннер
Тонне́р (фр. Tonnerre) — французская коммуна на Бургундском канале в департаменте Йонна. При Старом порядке Тоннер был столицей одноимённого графства, которым в Средние века владел Неверский дом, потом — семейство Клермон-Тоннеров, продавшее его в 1684 году военному министру Лувуа. В годы Второй мировой войны город подвергся бомбардировкам. В Тоннере сохранился «Отель-Дьё» — наиболее крупная средневековая больница Европы, основанная в 1293 году Маргаритой Бургундской. Другие примечательные здания — церковь св. Петра, мавзолей Лувуа и ренессансный дворец Крюссолей, в котором родился знаменитый шевалье д’Эон. Население 5,3 тыс. жителей (2006).

## Города-побратимы
- Добржиш, Чехия